# Por un Hogar
Por un Hogar es el nombre comercial de Restauración, Salud y Prosperidad, A.C., la cual es una organización sin ánimo de lucro, ganadora del Premio Nacional de Acción Voluntaria y Solidaria 2015 . La organización se dedica a visitar hospitales públicos en la Ciudad de México brindando apoyo tanatológico. Además la organización ofrece ayuda con albergue y alimentos a enfermos foráneos y a sus familiares que viajan a la capital de la República Mexicana con el fin de recibir algún tratamiento médico.

## Historia
En el año de 2006 Jesús Eliseo Godínez Charles, presidente y fundador de la organización, comenzó a visitar de manera altruista diversos hospitales públicos del Distrito Federal, ofreciendo compañía y apoyo emocional a pacientes y los familiares que los acompañaban. Tras darse a conocer su servicio entre sus amigos y conocidos, estos se añadieron en forma de voluntarios a la tarea, organizándose bajo el acrónimo de Resypac. Fue hasta el 3 de julio de 2008 que el grupo de activistas se constituyeron legalmente ante notario público como Restauración, Salud y Prosperidad A.C.

## Trabajo Social
Los servicios sociales de Por un Hogar se complementan dentro de los nosocomios y en sus alrededores.

### Visitas a Hospitales
La organización civil visita a través de nueve equipos capacitados en tanatología a pacientes en su cama de hospital, apoyando al enfermo y a los familiares que le acompañan. Entre las personalidades que han acompañado a la organización en sus visitas a hospitales destacan la clavadista olímpica, Paola Espinosa, el Mago Chen Kai, y la actriz Malillany Marín.

### Albergue para Enfermos Foráneos
Por un Hogar administra un albergue gratuito para enfermos de escasos recursos que viajan al Distrito Federal y no tienen dónde pasar la noche. Además se les ofrece desayunos y comidas sin costo para ellos. También dentro de sus proyectos se ha dado a conocer su intención por construir una casa hogar para niñas.

## Premio Nacional de Acción Voluntaria y Solidaria
El Gobierno de México, a través de su Poder Ejecutivo, realizó el decreto publicado el día 7 de septiembre de 2009 en el Diario Oficial de la Federación, que instituía la creación del Premio Nacional de Acción Voluntaria y Solidaria, con el fin de incentivar las acciones voluntarias y de asistencia social , en el marco del Día Internacional de los Voluntarios, estipulado por la Asamblea General de las Naciones Unidas, en su resolución A/RES/40/212.

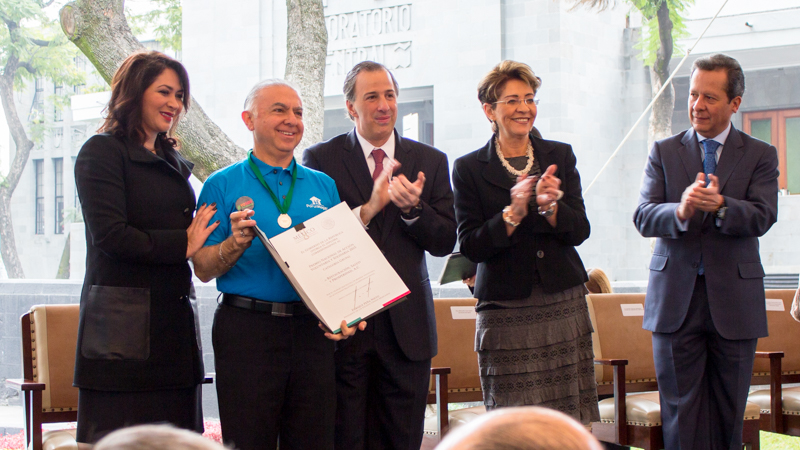
Entrega del Premio Nacional de Acción Voluntaria y Solidaria 2015 en su Categoría Grupal al Presidente de Por un Hogar.

### Mención Honorífica del Premio Nacional de Acción Voluntaria y Solidaria 2014
La organización fue galardonada dentro de la categoría grupal del premio el día 7 de diciembre de 2014, con la mención honorífica, entregado la Dra. Mercedes Juan López, secretaria de Salud.
El comité de selección fue presidido por el rector de la UNAM, José Ramón Narro Robles.
Otras condecoraciones fueron para la chilena, Un Techo para mi País y para el doctor Michael Edward Berkeley.

### Premio Nacional de Acción Voluntaria y Solidaria 2015
El día 13 de noviembre de 2015, el Instituto Nacional de Desarrollo Social, anunció a los ganadores para el mismo año, otorgando el Premio Nacional de Acción Voluntaria y Solidaria 2015 a Restauración, Salud y Prosperidad A.C. Las menciones honoríficas fueron destinadas a la Fundación Michou y Mau, Gotitas de Vida A.C. y a Instructores de Vida Independiente México. El jurado calificador fue presidido por Fernando Suinaga Cárdenas, director general de la Cruz Roja Mexicana.

## Constitución Legal
Restauración, Salud y Prosperidad, A.C., figura dentro de la lista de donatarias autorizadas por el Servicio de Administración Tributaria, publicado en el Diario Oficial de la Federación el día 9 de enero de 2015.